# Soualiho Meïté
Pour les articles homonymes, voir Meité.
Soualiho Meïté, né le 17 mars 1994 à Paris, est un footballeur français qui évolue au poste de milieu défensif au PAOK Salonique.

## Biographie
Soualiho Meïté commence le football en 2002 au FC Gobelins puis rejoint en 2006 le CO Vincennes où il évolue une saison. 

### Carrière en club

#### AJ  Auxerre (2011-2013)
Il intègre ensuite le centre de formation de l'AJ Auxerre et signe, en 2011, son premier contrat professionnel d'une durée de trois ans. Il est international français des moins de 16 ans, et des moins de 17 ans. Il joue avec l'équipe française des moins de 17 ans lors de la Coupe du monde U17 en 2011.
En club, il est promu dans l'équipe senior et apparaît plusieurs fois dans le groupe auxerrois, entraîné par Laurent Fournier, puis par Jean-Guy Wallemme. Il fait ses débuts professionnels le 20 novembre 2012, lors d'une défaite 2-1 contre le Valenciennes FC. Il rentre en jeu a la 78e minute en remplacement d'Alain Traoré. Il joue son premier match en tant que titulaire contre le Toulouse FC, (défaite 1-0), à la suite des suspensions de Georges Mandjeck et d'Édouard Cissé, habituels titulaires.

#### Lille OSC (2013-2017)
En janvier 2013, il signe un contrat de quatre ans et demi à Lille, et se voit directement prêté six mois, à Auxerre. Il intègre donc l'effectif lillois en juin 2013, après l'ouverture du mercato.

#### Zulte Waregem (2016-2017)
Le 1er février 2016, il est prêté au SV Zulte Waregem. Au mercato d'été, son prêt y est renouvelé pour la saison 2016-2017. En mars 2017, il gagne, avec le SV Zulte Waregem, son premier trophée : la Coupe de Belgique 2016-2017. 

#### AS Monaco (2017-2018)
Le 17 juin 2017, il signe à l'AS Monaco pour un montant de 8M€. Le 2 janvier 2018, il est prêté six mois sans option d'achat aux Girondins de Bordeaux.

#### Torino (2018-2021)
Le Torino officialise la signature de Soualiho Meité le 10 juillet 2018, pour 10 millions d'euros sans que le club turinois ne précise la durée du contrat.
Il marque son premier but en Serie A le 26 aout 2018, contre l'Inter Milan permettant aux turinois d'obtenir 1 point (2-2).

#### Prêt à l'AC Milan
Le 15 janvier 2021, Soualiho Meïté prêté avec option d'achat par le Torino à l'AC Milan.

## Statistiques
| Saison                | Club                         | Championnat           | Championnat | Championnat | Coupe nationale | Coupe nationale | Coupe de la Ligue | Coupe de la Ligue | Supercoupe | Supercoupe | Compétition(s) continentale(s) | Compétition(s) continentale(s) | Compétition(s) continentale(s) | Total | Total |
| Saison                | Club                         | Division              | M.          | B.          | M.              | B.              | M.                | B.                | M.         | B.         | Comp.                          | M.                             | B.                             | M.    | B.    |
| 2011-2012             | AJ Auxerre                   | Ligue 1               | 2           | 0           | -               | -               | -                 | -                 | -          | -          | -                              | -                              | -                              | 2     | 0     |
| 2012-2013             | AJ Auxerre                   | Ligue 2               | 20          | 1           | -               | -               | 2                 | 1                 | -          | -          | -                              | -                              | -                              | 22    | 2     |
| Sous-total            | Sous-total                   | Sous-total            | 22          | 1           | -               | -               | 2                 | 1                 | -          | -          | -                              | -                              | -                              | 24    | 2     |
| 2013-2014             | Lille OSC                    | Ligue 1               | 19          | 0           | 3               | 0               | 1                 | 0                 | -          | -          | -                              | -                              | -                              | 23    | 0     |
| 2014-2015             | Lille OSC                    | Ligue 1               | 8           | 0           | 1               | 0               | 2                 | 0                 | -          | -          | C1+C3                          | 2+1                            | 0+0                            | 14    | 0     |
| 2015-2016             | Lille OSC                    | Ligue 1               | 3           | 0           | -               | -               | 1                 | 0                 | -          | -          | -                              | -                              | -                              | 4     | 0     |
| Sous-total            | Sous-total                   | Sous-total            | 30          | 0           | 4               | 0               | 4                 | 0                 | -          | -          | -                              | 3                              | 0                              | 41    | 0     |
| 2015-2016             | SV Zulte Waregem (prêt)      | JPL                   | 3+9         | 0           | -               | -               | -                 | -                 | -          | -          | -                              | -                              | -                              | 12    | 0     |
| 2016-2017             | SV Zulte Waregem (prêt)      | JPL                   | 30+10       | 1+0         | 6               | 1               | -                 | -                 | -          | -          | -                              | -                              | -                              | 46    | 2     |
| Sous-total            | Sous-total                   | Sous-total            | 52          | 1           | 6               | 1               | -                 | -                 | -          | -          | -                              | -                              | -                              | 58    | 2     |
| 2017-2018             | AS Monaco                    | Ligue 1               | 2           | 0           | -               | -               | -                 | -                 | -          | -          | C1                             | 1                              | 0                              | 3     | 0     |
| Sous-total            | Sous-total                   | Sous-total            | 2           | 0           | -               | -               | -                 | -                 | -          | -          | -                              | 1                              | 0                              | 3     | 0     |
| 2017-2018             | Girondins de Bordeaux (prêt) | Ligue 1               | 18          | 1           | 1               | 0               | -                 | -                 | -          | -          | -                              | -                              | -                              | 19    | 1     |
| Sous-total            | Sous-total                   | Sous-total            | 18          | 1           | 1               | 0               | -                 | -                 | -          | -          | -                              | -                              | -                              | 19    | 1     |
| 2018-2019             | Torino FC                    | Serie A               | 35          | 2           | 3               | 0               | -                 | -                 | -          | -          | -                              | -                              | -                              | 38    | 2     |
| 2019-2020             | Torino FC                    | Serie A               | 33          | 0           | 1               | 0               | -                 | -                 | -          | -          | C3                             | 6                              | 0                              | 40    | 0     |
| 2020-2021             | Torino FC                    | Serie A               | 14          | 1           | 2               | 0               | -                 | -                 | -          | -          | -                              | -                              | -                              | 16    | 1     |
| Sous-total            | Sous-total                   | Sous-total            | 82          | 3           | 6               | 0               | 0                 | 0                 | 0          | 0          | -                              | 0                              | 0                              | 88    | 3     |
| 2020-2021             | Milan AC (prêt)              | Serie A               | 16          | 0           | 1               | 0               | -                 | -                 | -          | -          | C3                             | 4                              | 0                              | 21    | 0     |
| Sous-total            | Sous-total                   | Sous-total            | 16          | 0           | 1               | 0               | 0                 | 0                 | 0          | 0          | -                              | 4                              | 0                              | 21    | 0     |
| 2021-2022             | SL Benfica                   | 1                     | 14          | 0           | 1               | 0               | 4                 | 0                 | -          | -          | C1                             | 5                              | 0                              | 24    | 0     |
| Sous-total            | Sous-total                   | Sous-total            | 14          | 0           | 1               | 0               | 4                 | 0                 | 0          | 0          | -                              | 5                              | 0                              | 24    | 0     |
| Total sur la carrière | Total sur la carrière        | Total sur la carrière | 227         | 6           | 18              | 1               | 10                | 1                 | -          | -          | -                              | 13                             | 0                              | 268   | 8     |

## Palmarès
SV Zulte Waregem
- Coupe de Belgique
  - Vainqueur : 2017
  - Supercoupe Portugal 2023 🇵🇹
  - champion de Grèce 2023/2024 🇬🇷